# Efrajim Halevi
Efrajim Halevi (hebrejsky: אפרים הלוי, narozen 1934) je izraelský právník a zpravodajský expert. V letech 1998 až 2002 stál v čele zpravodajské služby Mosad a poté v letech 2002 až 2003 v čele izraelské Národní bezpečnostní rady.

## Biografie
Narodil se ve Spojeném království v ortodoxní židovské rodině. V roce 1948 podnikl aliju do Izraele, kde vystudoval právo. V letech 1957 až 1961 pracoval jako editor periodika Monthly Survey.
V roce 1961 nastoupil k Mosadu a během dalších postupoval v jeho hierarchii. V letech 1990 až 1995 působil jako náměstek tehdejšího ředitele Šabtaje Šavita. V roce 1996 byl jmenován izraelským velvyslancem při Evropské unii v Bruselu.
V březnu 1998 byl, po rezignaci Daniho Jatoma jmenován do funkce ředitele Mosadu. Halevi sloužil jako důvěrník tří izraelských ministerských předsedů: Jicchaka Šamira, Jicchaka Rabina a Šimona Perese. V roce 1997 se aktivně účastnil přípravy izraelsko-jordánské mírové smlouvy. Po nezdařeném pokusu Mosadu o zavraždění vůdce Hamásu Chálida Mašála byl jedním z vyjednavačů, kteří se snažili o návrat agentů Mosadu zadržených v Jordánsku a o urovnání vztahů s jordánským králem.
V říjnu 2002 byl jmenován ředitelem Národní bezpečnostní rady a poradcem premiéra Ariela Šarona. V červnu 2003 na tento post rezignoval poté, co Šaron přestal zohledňovat jeho doporučení. Poté Halevi odešel učit na Hebrejskou univerzitu v Jeruzalémě. V březnu 2010 vyjádřil názor, že zhoršující se americko-izraelské vztahy jsou důsledkem snahy amerického prezidenta Baracka Obamy „rehabilitovat celosvětově pošramocenou image islámu.“ V listopadu 2011 pak varoval před izraelským útokem na Írán, který by podle něj měl devastující dopad na region. Za mnohem větší hrozbu, nežli je Írán, označil radikalizující se ultraortodoxní Židy.